# Jordan Inconstant
Pour les articles homonymes, voir Inconstant (homonymie).
Jordan Inconstant est un réalisateur, acteur et scénariste français né en 1989,, originaire de Reims,.

## Biographie
Jordan Inconstant a obtenu en 2013 son diplôme de l’École supérieure de réalisation audiovisuelle (ESRA) à Paris,. Il a travaillé comme stagiaire sur des longs métrages chez Mandarin Cinéma. Il a intégré la rédaction de OOB, un magazine sur la mode, où il a réalisé des vidéos promotionnelles et des making-of de séances photo. Il a fondé sa propre association, Tirak Line,, pour mener ses projets personnels, et avec son équipe, il a produit et réalisé plusieurs courts métrages. Ces films lui ont donné l’opportunité de collaborer avec des acteurs renommés tels que Bernard Farcy (Taxi, Le Pacte des loups), Lee Arenberg, Kevin McNally, Bill Nighy (Pirates des Caraïbes) et James Phelps (Harry Potter). Ses œuvres ont été présentées dans plus de 300 festivals de cinéma en France et à l’étranger, cumulant au total plus de 100 prix. Cette expérience lui permis de découvrir le milieu des festivals de cinéma, ainsi que l’industrie et le marché du film. Il a fondé en 2021 son propre festival, les Red Movie Awards, qui se tient à Reims chaque année au mois de mai. Des cinéastes du monde entier sont invités à y présenter leurs films,,.
Parallèlement, en dehors du secteur du cinéma et de la fiction, il travaille en freelance dans le domaine audiovisuel comme réalisateur, cadreur et monteur, sur des films d’entreprise, institutionnels et publicitaires, notamment pour les marques Lancôme, Dior, Black-Up, Orange, MentorShow et TMC.

## Filmographie
- 2011 : The Magical Mouse : biopic, court métrage[12]
- 2013 : La Belle et la Bête[7],[2] : fantastique, court métrage[12] (9 minutes)[13]
- 2013 : Pirates des Caraïbes : Aux frontières de l’oubli[7],[14],[15] : aventures, court métrage[12]
- 2014 : Yo Soy Pedro[2],[7] : comédie/science-fiction, court métrage[1],[12]
- 2016 : Star Wars - Le Secret de Tatooine[4],[7],[14] : science-fiction, fanfilm[12],[16]
- 2017 : Super-Vieillot[7],[14],[2] : comédie, court métrage (17 minutes)[12],[17]
- 2019 : Monstrus Circus[14],[2] : fantastique[18], court métrage[5] (29 minutes)[12],[19]
- 2023 : Bloody Fury[14],[2] : western[20],[21], court métrage (23 minutes)[12],[22]